# Estadio Regional de Chinquihue
El Estadio Bicentenario de Chinquihue (comúnmente conocido solamente como Estadio Chinquihue) es un estadio de fútbol que se ubica en la ciudad de Puerto Montt, Región de Los Lagos, Chile, que pertenece a la Ilustre Municipalidad de dicha ciudad. Este recinto fue inaugurado el 31 de enero de 1982, es uno de los más australes del mundo donde se juegue fútbol profesional, además el año 2002 se convirtió en el primer estadio en instalar césped sintético en América del Sur.
Fue construido por motivo del 39.° Campeonato nacional de fútbol amateur de Chile del año 1982, y ante la necesidad de la comunidad puertomontina de poseer un estadio. Todo gestionado por el Intendente de la época, Juan Soler Manfredini.
En él se disputan los partidos que Deportes Puerto Montt, juega como local en la Primera B del fútbol profesional chileno, y además ha sido sede de la Copa Mundial de Fútbol Sub-17 de 2015. 
El proceso de remodelación de este estadio tuvo dos etapas, una primera entre 2009 y 2010, mientras que la segunda etapa de remodelación tras la readecuación presupuestaria temporal a raíz del Terremoto de Chile de 2010, completando el diseño inicialmente proyectado y teniendo la inauguración definitiva con fecha 11 de junio de 2013.

## Historia

### Fracasos en su construcción
Los éxitos futbolísticos de fines de la década del 70 (finalistas del nacional adulto 1977 y 1979; igual situación para los representativos juveniles (1978) y del Club Centinela Español en el plano regional, sumado a los triunfos del seleccionado infantil) motivaron urgentes esfuerzos de la Asociación de Fútbol de Puerto Montt por capitalizar dicha efervescencia y transformarla en hechos concretos, que trasciendan por muchas generaciones. Uno de esos objetivos lo señalaría, sin dudas, la construcción de un estadio, proyecto largamente deseado por la comunidad puertomontina.
Ya en la década de 1930 un primer esfuerzo se había tirado por la borda al no aprovecharse recursos que esperaban por la voluntad de los regentes del fútbol para iniciar las obras. Décadas después, sería el Terremoto de 1960 el culpable del atraso en las obras, obligando al levantamiento de un hospital de campaña para atender las necesidades de la golpeada población porteña. Luego, en 1971, cuando el Comité Programador de Inversiones del Gobierno aprueba los fondos para la construcción del recinto, serían los vaivenes políticos de la época -con el posterior golpe de Estado- las que transformarían el infortunio en una maldición que encontraría en 1980 a Puerto Montt en un proceso de expansión, en el que aún no cabía un estadio.

### Puesta en marcha a las obras
Ya instalada la dictadura militar, el intendente Juan Soler Manfredini acogerá la propuesta de los arquitectos Parra y Contreras para levantar el coliseo, que se emplazaría en Chinquihue (sector localizado a unos 10 kilómetros del centro de Puerto Montt).
Que con fecha 26 de mayo de 1975, mediante el Decreto N° 514 del Ministerio de Obras Públicas, modificado por el Decreto N° 948 de fecha 9 de septiembre de 1975 el Fisco de Chile ordenó la expropiación de los terrenos que pertenecían a las sucesiones de José Dolorindo Vera Gallardo y José Hilario Vera Gallardo, cuyos herederos eran la familia Vera Machado y doña María Transito Gallardo Gallardo, quien era la viuda de José Hilario Vera Gallardo. En este sentido, se debe señalar que el proceso expropiatorio no fue perfecto, ya que faltaba inscribir el Lote N° 2 (actual sector de cancha de tierra) que pertenecía a la sucesión de Hilario Vera Gallardo, pero dicho inmueble fue inscrito en el Conservador de Bienes Raíces de Puerto Montt, en el año 1987, ya que el Ministerio de Obras Públicas expropio unilateralmente dicho terreno de conformidad a lo dispuesto en el Decreto Ley N° 688 de 1974. 
Las obras en el recinto –que se adquirió para construir un gran polideportivo con medialuna, autódromo y canchas auxiliares- se iniciaron en 1976, y en la primera fase hubo que nivelar, drenar y habilitar los terrenos (usados en faenas agrícolas antes de su adquisición), tarea que se encargó a los trabajadores del fenecido PEM (plan de empleo mínimo) implementado por el régimen de Pinochet. Sin embargo, y pese a la premura, se enfrentaba el problema de que hacer con el estadio. Ciertamente se estaba en presencia de un potencial “elefante blanco” que no ofrecería un uso permanente para la ciudadanía y solo sería ocupado en eventos determinados pero no constantes en el tiempo.
Recién en 1979 el estadio empieza a definir sus formas, con la implementación de graderías para unas cuatro mil personas, aunque el césped aún no existe. 1980 será el año clave para el Chinquihue, ya que la Dirección General de Deportes del Estado (DIGEDER, que paso a llamarse un tiempo CHILEDEPORTES y hoy en día es el IND) compromete 18 millones de pesos para agilizar las obras, que por lo demás se encontrarían bastante avanzadas al iniciar la década.

### Inauguración hasta a la actualidad
El importante avance despierta tímidamente a la afición futbolera de Puerto Montt, que empieza a pensar en algún evento que bautice formalmente el nuevo estadio. Lo anterior encuentra eco en la dirigencia de Lintz y Centinela (dos de los cuadros más tradicionales del fútbol amateur puertomontino), que motivan a Raúl Vargas, destacado comerciante, a tomar las riendas de la Asociación de Fútbol de Puerto Montt, con miras a solicitar la sede de algún campeonato nacional a la ANFA (Asociación Nacional de Fútbol Amateur). Vargas, felizmente para esta historia, aceptará el cargo y al momento de asumir la presidencia (el 8 de junio de 1980) presentará tres proyectos emblemáticos para su gestión: finalizar las obras del estadio, lograr la fusión con la Asociación Melipulli y obtener la sede para el 39.º Campeonato Nacional de fútbol amateur que se efectuaría en 1982 y que sería el evento tan añorado por la afición local.
Pasarían solo unos meses para iniciar las gestiones para obtener la sede, que serían visadas previamente por Emilio Nallar, presidente de la ANFA regional en ese entonces. Mientras, las obras en el estadio avanzan definitivamente a buen término cuando la DIGEDER entrega en comodato el recinto a la municipalidad de Puerto Montt, logrando así finiquitar los últimos detalles que dejarían el recinto en óptimas condiciones para ser utilizado: la pista atlética, empastado de la cancha, la reja olímpica, habilitación definitiva de tribunas, etc. 
1981 demostraría ser un buen año cuando, el 30 de diciembre la comunicación de la ANFA señala que ha sido entregada a Puerto Montt la responsabilidad de organizar el 39.º Campeonato Nacional de Fútbol Amateur. Raúl Vargas respiraba tranquilo. Y con él, toda la comunidad puertomontina. Se iniciaba la gran tarea.
El estadio estaba terminado. El sueño de 1936, derrumbado en 1960 y castigado en 1973, tenía un final feliz. Había que concluir, eso sí, con un digno cometido en el torneo, que recibiría a siete representativos de distintos puntos del país: Llay-Llay, Punta Arenas, Temuco, San Vicente de Tagua Tagua, Paine, Valdivia y Arica, quienes junto al local bregarían en un torneo de todos contra todos en pos del título nacional.

La inauguración del torneo, y por ende del Estadio Regional de Chinquihue se efectuó el 31 de enero de 1982, con sentidas palabras del alcalde Jorge Brahm quien hizo entrega a la ciudadanía del nuevo recinto. En materia deportiva, Puerto Montt derrotó a Llay-Llay por 3-2 e inició su recorrido en el campeonato, que seguiría con triunfo ante Punta Arenas (3-2), empate con Temuco(2-2), caída ante San Vicente (0-1) y victorias ante Paine por 2 a 1 y Valdivia 1 a 0. En tanto, Arica, que llegaba como favorito a la cita, había enredado increíblemente el título en la penúltima fecha, igualando con Temuco 1-1, por lo que se encontraría con el local en la última jornada, igualados en 9 puntos.
| 31 de enero de 1982                                                | Selección de Puerto Montt | 3:2 | Selección de Llay Llay | Regional de Chinquihue, Puerto Montt, Chile |  |
| Primer partido y primeros goles marcados en el Estadio Chinquihue. |                           |     |                        |                                             |  |

La tarde del domingo 14 de febrero de 1982 estaba llamada a ser histórica para los puertomontinos, sin embargo, bajo una incesante lluvia de verano, ambas escuadras no se hicieron daño en el marcador empatando 0 a 0 y postergaron la definición del título para el martes 16. Esa tarde, Puerto Montt alejó los fantasmas que rondaron dos días antes y en una maciza presentación, derrotó a los ariqueños por 5-1 logrando el título nacional ante más de 15 mil espectadores.
Tras las celebraciones correspondientes, que llenaron de papel picado las calles de la ciudad, y que no fueron superadas ni con el ascenso a Primera División en 1996, vino el feliz balance del torneo, que entregó el título, finanzas favorables, la posibilidad de construir la sede de la asociación de fútbol local y lo más importante, el estadio, que descansaría poco más de un año, hasta convertirse a mediados de 1983 en el reducto donde se presentaría el Club de Deportes Puerto Montt.

### Robo de balones (2024)
En 2024, robaron balones desde la bodega del Estadio Chinquihue, el dirigente del club Elias Lazcani confirmo que los delicuentes sustrajeron balones marca Molten con el logo de la Asociación Nacional de Fútbol Profesional (ANFP) que cumplen con la normativa FIFA que están avaluados en $240 mil cada uno, el robo ocurrió el 1 de noviembre de 2024. 

## Fútbol profesional

### Primer partido de fútbol profesional
"¡A llenar el estadio hoy en Chinquihue!" Así se vivía en los medios de comunicación de la zona la previa del segundo partido del club en su historia el 28 de agosto de 1983, que a la pasada era el primero que albergaría el Estadio Chinquihue a nivel profesional. Luego del triunfazo en Concepción, vendría la segunda fecha de la Segunda División de Chile de 1983, la gente demostraría su entusiasmo, lo que se evidenciaría con la gran demanda de adquirir una entrada para el partido. Las puertas del estadio se abrirían a las 13:00 horas, dos horas antes del duelo y mostraría un marco de público de 5.214 personas controladas, pero que fácilmente se podría mencionar que había cerca de 7 mil. En lo netamente futbolístico, Deportes Puerto Montt seguiría con su racha de triunfos, derrotando 2x0 a Ñuble Unido con goles de Alfonso Martínez y Luis Hernán “Miticuti” Ampuero.
| 28 de agosto de 1983, 15:30              | Deportes Puerto Montt      | 2:0 (0:0) | Ñuble Unido | Regional de Chinquihue, Puerto Montt, Chile              |                                                          |
|                                          | Martínez 49' · Ampuero 80' |           |             | Asistencia: 5.214 espectadores Árbitro(s): Eduardo Rojas | Asistencia: 5.214 espectadores Árbitro(s): Eduardo Rojas |
| Primer partido en el fútbol profesional. |                            |           |             |                                                          |                                                          |

### Inauguración iluminación artificial
Luego de un poco más de una década albergando partidos de fútbol profesional de Segunda División y Copa Chile, más los duelos en competencias locales del fútbol amateur. El Club de Deportes Puerto Montt dio el salto a Primera División y con ello la oportunidad de mostrar su bello reducto a todo el país, un estadio único que con su bella vista al Canal de Tenglo y a la Isla Tenglo maravillaba a todos. La única traba o deuda pendiente del estadio era no contar con iluminación artificial para poder albergar duelos en horario nocturno, un proyecto postergado por años, pero que finalmente vio la luz con la ayuda del Gobierno Regional.
La inauguración se llevaría a cabo el 17 de mayo de 1997 por la 13° fecha del Torneo Apertura 1997, donde en una fría jornada sabatina Deportes Puerto Montt recibía la visita de Universidad Católica. El duelo fue televisado para todo el país a través de Televisión Nacional de Chile. En lo netamente futbolístico y para la sorpresa de todos, el cuadro albiverde se puso en ventaja de 2-0 a penas cuando el reloj marcaba los 20 minutos, con dos goles del goleador argentino, Walter Otta. Sin embargo la inexperiencia no ayudó para sostener un resultado favorable y poco a poco el equipo puertomontino se fue desmoronando, más aún con el descuento de David Bisconti antes de terminar el primer tiempo para Universidad Católica. Como la cancha no estaba para guante blanco, y como Margas, con su expulsión nubló aún más el panorama de los estudiantiles, la UC tuvo que echar mano a la garra y al coraje para dar vuelta un partido que el local tenía en el bolsillo. Dramáticamente con 2 goles de la UC en los últimos 10 minutos, el resultado final del partido terminaría 3-2 favorable para el cuadro de la franja.
| 17 de mayo de 1997, 19:00                  | Deportes Puerto Montt | 2:3 (2:1) | Universidad Católica                     | Regional de Chinquihue, Puerto Montt, Chile             |                                                         |
|                                            | Otta 10' 16'          |           | Bisconti 31' · González 80' · Romero 88' | Asistencia: 6.705 espectadores Árbitro(s): Rubén Selman | Asistencia: 6.705 espectadores Árbitro(s): Rubén Selman |
| Inauguración de la iluminación artificial. |                       |           |                                          |                                                         |                                                         |

### Cancha sintética
Quizás una de las pocas cosas gratas que enfrentará Deportes Puerto Montt en el primer semestre futbolístico del año 2001, sea la visita de Hans Gildemeister a la zona, ahora en su rol de asesor de Prestige System, empresa dedicada a la instalación de carpetas sintéticas en canchas de fútbol, con lo cual se abre la posibilidad de tener un recinto en óptimo estado durante todo el año, y así dejar de lado todas las críticas de los medios de comunicación. Una primera aproximación se acerca a doscientos millones de pesos por un uso de 12 años.
Luego de unos meses de evaluación, finalmente en el mes de febrero del 2002 se anuncia a G&D Promociones Ltda. como vencedores en la licitación de la implementación de césped sintético en el Chinquihue, proceso que se verá envuelto en una pequeña polémica en la que intervienen los perdedores en la licitación, que arguyen irregularidades en la adjudicación a la empresa de Hans Gildemeister, que deberá finalizar los trabajos en menos de 80 días.
Luego de 3 meses de trabajo ya se está en condiciones de inaugurar la flamante cancha sintética del Chinquihue. El histórico día para el principal reducto deportivo de la región sería el miércoles 17 de abril del 2002, cuando en presencia de importantes autoridades (el alcalde Rabindranath Quinteros, el intendente Patricio Vallespín, El entonces director de ChileDeportes, Arturo Salah, Harold Mayne-Nicholls, delegado de FIFA y el presidente de la ANFP, Reinaldo Sánchez), se cortó la cinta inaugural de la obra, que con una inversión total de 312 millones de pesos, se convirtió en la primera cancha sintética aprobada por FIFA en Sudamérica. Técnicamente, el pasto artificial tiene un 90% de similitud con el natural, que es lo que exige la FIFA, la nueva cancha es de Polyolephine, una fibra sintética derivada del petróleo, cuyo nombre comercial es Prestige 60, número que representa los milímetros de largo que tendrá el césped, que configurará una cancha de 108 por 71 metros.
Finalmente, cabe señalar que el desglose de los $312 257 163 fue: 99 millones de ChileDeportes, 73 millones de la empresa privada, 60 millones del municipio porteño y 80 millones del Gobierno Regional. Las obras se extendieron desde el 5 de febrero hasta la semana previa a la inauguración que contó con la presencia de Universidad de Chile. Cerca de 6500 personas llegaron al estadio a presenciar el hito, que se resolvió a favor de Deportes Puerto Montt por 3 tantos a 2 en un vibrante encuentro. El partido fue televisado por Mega.
| 17 de abril de 2002            | Deportes Puerto Montt        | 3:2 (2:2) | Universidad de Chile   | Regional de Chinquihue, Puerto Montt, Chile             |                                                         |
|                                | Suárez 23' · Paredes 26' 51' |           | Pinto 28' · Cabrol 42' | Asistencia: 6.500 espectadores Árbitro(s): Rubén Selman | Asistencia: 6.500 espectadores Árbitro(s): Rubén Selman |
| Inauguración cancha sintética. |                              |           |                        |                                                         |                                                         |

## Remodelación

### Primera etapa a medias
Entre los años 2009 y 2010 el estadio fue reacondicionado por primera vez, ya que formó parte del plan Chileestadios del Instituto Nacional de Deportes (IND). La remodelación significó una inversión total de $9324 millones, de los cuales el IND aportó $6.799 millones, el Gobierno Regional $ 2217 millones y la Municipalidad de Puerto Montt $307 millones. Las obras comenzaron en julio de 2009, con lo que el equipo de Deportes Puerto Montt que ejercía de local en el estadio, tuvo que ir a disputar sus partidos a diferentes reductos como el Estadio Rubén Marcos Peralta de Osorno, estadio Municipal de Castro y el estadio Lintz. 
La remodelación en el Chinquihue, que tiene una privilegiada vista a la Isla Tenglo, incluyó la construcción de graderías para diez mil espectadores, con techo incluido e instalación de butacas; construcción de camarines y baños, torres de iluminación, estacionamientos y pantallas exteriores. En el interior se mejoraron las casetas de transmisión para prensa, el salón vip, la sala de control de dopaje, oficinas administrativas, sector de calentamiento y sala de conferencias. La obra contempló áreas verdes y destaca por un moderno diseño que cumplirá con todos los estándares FIFA y que se complementa perfectamente a su entorno natural característico, dominado por el verdor de la Isla Tenglo y la azulada vista al mar.
Sin embargo cuando las obras iban bien encaminadas, el Terremoto del 27F hizo que el gobierno realice readecuaciones presupuestarias para ir en ayuda a los damnificados por la tragedia, por lo que los trabajos tuvieron que ser paralizados hasta nuevo aviso. En el segundo semestre del 2010, y ante la necesidad de Deportes Puerto Montt de volver a su estadio, los dirigentes hicieron un esfuerzo para albergar los Octavos de final de la Copa Chile Bicentenario, frente a Universidad Católica. Así, el 5 de septiembre del 2010 a las 11 y media de la mañana, el Chinquihue abrió sus puerta -con las obras a medio terminar-, y en donde cerca de 5 mil personas vieron la vibrante clasificación del equipo local, con un marcador de 4-2. Las anotaciones porteñas; de Patricio Schwob en dos ocasiones, Jonathan Novoa y Ricardo Parada, más los descuentos estudiantiles de Milovan Mirosevic y Juan Eduardo Eluchans. El partido fue televisado para todo el país por Canal 13.
| 5 de septiembre de 2010, 11:30 | Deportes Puerto Montt                     | 4:2 (2:0) | Universidad Católica         | Regional de Chinquihue, Puerto Montt, Chile             |                                                         |
|                                | Schwob 32' 73' · Novoa 41' · Parada 90+4' |           | Mirosevic 65' · Eluchans 70' | Asistencia: 5.300 espectadores Árbitro(s): Jorge Osorio | Asistencia: 5.300 espectadores Árbitro(s): Jorge Osorio |
| Reapertura estadio.            |                                           |           |                              |                                                         |                                                         |

### Segunda etapa y reinauguración
Desde 2012 y hasta mayo de 2013 se ejecutó la última etapa de remodelación del recinto deportivo, en esta etapa del proyecto, el estadio quedó habilitado bajo la normativa FIFA y aumentó su capacidad a 10 mil espectadores, además permitió la instalación de cubiertas en las graderías norte y sur. Sumándose a las obras pertenecientes al legado Bicentenario del actual gobierno. Casi cuatro años de esperas tras los problemas de financiamiento y readecuaciones presupuestarias tras el terremoto del 27 de febrero de 2010, el presidente Sebastián Piñera inauguró finalmente el remodelado Estadio Chinquihue de Puerto Montt, máximo coliseo deportivo de la Región de Los Lagos, el 11 de junio de 2013, y que significó una inversión superior a los 9.300 millones de pesos. Se trata de un recinto de primer nivel que no solo será escenario para el fútbol, sino para el desarrollo deportivo integral de la región, que beneficiará a clubes y organizaciones deportivas de las 30 comunas de la Región de Los Lagos. 
| 9 de octubre de 2013, 22:00 | Universidad de Chile       | 2:0 (2:0) | Unión Española | Regional de Chinquihue, Puerto Montt, Chile                |                                                            |
|                             | Ubilla 41' · Fernández 45' |           |                | Asistencia: 7.500 espectadores Árbitro(s): Patricio Blanca | Asistencia: 7.500 espectadores Árbitro(s): Patricio Blanca |
| Reinauguración del estadio  |                            |           |                |                                                            |                                                            |

El partido que inauguró oficialmente el remozado reducto, y terminado en su totalidad fue un encuentro amistoso entre Universidad de Chile y Unión Española. Duelo jugado el 9 de octubre de 2013, y que creó algunas suspicacias por la poca identidad de ambas escuadras para la ciudad y la zona, de todas maneras el recinto se llenó para ver el partido, que terminó en favor a los azules con un marcador de 2-0, con goles de Sebastián Ubilla y Ramón Fernández. El partido fue televisado en vivo y para todo el país a través de UCV Televisión. Aunque cabe destacar que ese no fue el primer duelo oficial que se jugó allí, después de la inauguración del presidente Sebastián Piñera. Ya que el primero fue el duelo en que Deportes Puerto Montt derrotó 1-0 a Ñublense B el 31 de agosto del 2013 por la Segunda División 2013-14, con gol de Nino Rojas. 

Imagen panorámica del Estadio Bicentenario de Chinquihue.

## Eventos deportivos

### Copa Mundial de Fútbol Sub-17 de 2015
El día 8 de abril del 2014, Puerto Montt fue ratificada como sede del Copa Mundial de Fútbol Sub-17 de 2015 a realizarse entre octubre y noviembre del 2015. Así se confirmó en una ceremonia realizada en el Café Enjoy de Viña del Mar que contó con la presencia de delegados de la Federación Internacional de Fútbol Asociado (FIFA), de la Ministra de Deportes, Natalia Riffo, además del presidente de la ANFP, Sergio Jadue.
En Puerto Montt, el anuncio fue realizado en el Estadio Chinquihue por el alcalde Gervoy Paredes; el entonces presidente de Deportes Puerto Montt, Juan Jorquera; el Intendente Nofal Abud y representantes de la ANFP y del Comité Organizador Local (COL). Fueron claves para esta decisión el Estadio Chinquihue y los campos de entrenamiento Complejo Deportivo Viejos Cracks, Villa Artesanía, Antonio Varas y Estero Lobos, los cuales fueron remodelados. Además, se consideró la conectividad, la hotelería y el involucramiento de la comunidad.
En total fueron siete encuentros de la Copa Mundial de Fútbol Sub-17 de 2015 que se disputaron en el estadio:
| Fecha                 | Fase             | Equipo        |                          | Resultado      |                            | Equipo          | Espectadores |
| --------------------- | ---------------- | ------------- | ------------------------ | -------------- | -------------------------- | --------------- | ------------ |
| 19 de octubre de 2015 | Primera Fase     | Nueva Zelanda | Bandera de Nueva Zelanda | 1:6 (0:5)      | Bandera de Francia         | Francia         | 8134         |
| 19 de octubre de 2015 | Primera Fase     | Siria         | Bandera de Siria         | 1:4 (0:2)      | Bandera de Paraguay        | Paraguay        | 8134         |
| 22 de octubre de 2015 | Primera Fase     | Nueva Zelanda | Bandera de Nueva Zelanda | 0:0 (0:0)      | Bandera de Siria           | Siria           | 8955         |
| 22 de octubre de 2015 | Primera Fase     | Paraguay      | Bandera de Paraguay      | 3:4 (1:2)      | Bandera de Francia         | Francia         | 8955         |
| 25 de octubre de 2015 | Primera Fase     | Paraguay      | Bandera de Paraguay      | 1:2 (1:1)      | Bandera de Nueva Zelanda   | Nueva Zelanda   | 6571         |
| 25 de octubre de 2015 | Primera Fase     | Costa Rica    | Bandera de Costa Rica    | 1:2 (0:1)      | Bandera de Corea del Norte | Corea del Norte | 6571         |
| 29 de octubre de 2015 | Octavos de final | Francia       | Bandera de Francia       | 0:0 (3:5 pen.) | Bandera de Costa Rica      | Costa Rica      | 8691         |